# Tornei di tennis maschili nel 1950
Prima della nascita della cosiddetta "Era Open" del tennis, ossia l'apertura ai tennisti professionisti dei tornei che prima di quell'anno erano riservati ai tennisti dilettanti. Nel 1950 i tornei si distinguevano in pro e amatoriali: ai primi potevano partecipare solo i giocatori professionisti, mentre ai secondi potevano partecipare solo i tennisti dilettanti. Tutti i tornei più importanti erano amatoriali tra questi c'erano i tornei del Grande Slam: gli Australian Championships, gli Internazionali di Francia, il Torneo di Wimbledon e gli U.S. National Championships.

## Calendario

### Legenda
| Tornei amatoriali       |
| Tornei professionistici |

### Gennaio
| Settimana  | Torneo                                                                                 | Vincitore                                          | Finalista                                | Semifinalisti             | Eliminati ai quarti                               |
| ---------- | -------------------------------------------------------------------------------------- | -------------------------------------------------- | ---------------------------------------- | ------------------------- | ------------------------------------------------- |
| Gennaio    | Border Championships 1950 East London, Sudafrica Singolare - Doppio                    | John Hurry 6-4 6-1 6-2                             | Stan Dugmore                             |                           |                                                   |
| Gennaio    | Border Championships 1950 East London, Sudafrica Singolare - Doppio                    |                                                    |                                          |                           |                                                   |
| Gennaio    | Eastern Province Championships 1950 Port Elizabeth, Sudafrica Singolare - Doppio       | Eustace Fannin 5-7 6-2 1-6 7-5 8-6                 | Syndey Levy                              |                           |                                                   |
| Gennaio    | Eastern Province Championships 1950 Port Elizabeth, Sudafrica Singolare - Doppio       |                                                    |                                          |                           |                                                   |
| Gennaio    | Western Province Championships 1950 Città del Capo, Sudafrica Singolare - Doppio       | Nigel Cockburn 6-4 3-6 3-6 6-1 6-2                 | Leon Norgarb                             |                           |                                                   |
| Gennaio    | Western Province Championships 1950 Città del Capo, Sudafrica Singolare - Doppio       |                                                    |                                          |                           |                                                   |
| 1º gennaio | Asian Championships Calcutta 1950 Calcutta, India Singolare - Doppio                   | Dilip Bose 6-1 6-2 8-6                             | Sumant Misra                             |                           |                                                   |
| 1º gennaio | Asian Championships Calcutta 1950 Calcutta, India Singolare - Doppio                   |                                                    |                                          |                           |                                                   |
| 2 gennaio  | Paris Pro Championships 1950 Parigi, Francia Singolare                                 | Pancho Segura Round Robin                          | Jack Kramer Pancho Gonzales Frank Parker |                           |                                                   |
| 2 gennaio  | Benalla New Years Tournament 1950 Benalla, Australia Singolare - Doppio                | Kenneth McGregor 6-3 6-3                           | Rex Hartwig                              |                           |                                                   |
| 2 gennaio  | Benalla New Years Tournament 1950 Benalla, Australia Singolare - Doppio                |                                                    |                                          |                           |                                                   |
| 2 gennaio  | Perth Championships 1950 Perth, Australia Singolare - Doppio                           | Clive Wilderspin 2-6 6-2 6-1 11-9                  | Geoff Strang                             |                           |                                                   |
| 2 gennaio  | Perth Championships 1950 Perth, Australia Singolare - Doppio                           |                                                    |                                          |                           |                                                   |
| 2 gennaio  | Cumberland Championships 1950 Sydney, Australia Singolare - Doppio                     | Bill Sidwell 6-4 4-6 6-1                           | George Worthington                       |                           |                                                   |
| 2 gennaio  | Cumberland Championships 1950 Sydney, Australia Singolare - Doppio                     |                                                    |                                          |                           |                                                   |
| 6 gennaio  | US Pro Clay Court Championships 1950 St. Augustine, USA Terra rossa Singolare - Doppio | Frank Kovacs 7-5 6-1 6-0                           | Welby van Horn                           | Jack Rodgers Jimmy Evert  | Jack March Joe Harmuth Joe Whalen Mitchell Gornto |
| 6 gennaio  | US Pro Clay Court Championships 1950 St. Augustine, USA Terra rossa Singolare - Doppio | Welby van Horn Jimmy Evert                         | Frank Kovacs Joe Harmuth                 | Jack Rodgers Jimmy Evert  | Jack March Joe Harmuth Joe Whalen Mitchell Gornto |
| 7 gennaio  | Sydney Manly Seaside Championships 1950 Sydney, Australia Singolare - Doppio           | John Bromwich 6-2 6-2                              | George Worthington                       |                           |                                                   |
| 7 gennaio  | Sydney Manly Seaside Championships 1950 Sydney, Australia Singolare - Doppio           |                                                    |                                          |                           |                                                   |
| 8 gennaio  | South Australian Championships 1950 Adelaide, Australia Singolare - Doppio             | Frank Sedgman 6-1 6-0 6-2                          | Jaroslav Drobný                          | Mervyn Rose Eric Sturgess | Adrian Quist Max Newcombe                         |
| 8 gennaio  | South Australian Championships 1950 Adelaide, Australia Singolare - Doppio             |                                                    |                                          | Mervyn Rose Eric Sturgess | Adrian Quist Max Newcombe                         |
| 8 gennaio  | India National Championships 1950 Allahabad, India Singolare - Doppio                  | Felicisimo Ampon 5-7 8-6 8-6 6-1                   | Pedro Masip                              |                           |                                                   |
| 8 gennaio  | India National Championships 1950 Allahabad, India Singolare - Doppio                  |                                                    |                                          |                           |                                                   |
| 9 gennaio  | Dixie Championships 1950 Tampa, USA Singolare - Doppio                                 | Gardnar Mulloy 6-1 6-4 6-2                         | Bryan Grant                              |                           |                                                   |
| 9 gennaio  | Dixie Championships 1950 Tampa, USA Singolare - Doppio                                 |                                                    |                                          |                           |                                                   |
| 10 gennaio | Northern India Championships 1950 New Delhi, India Singolare - Doppio                  | Felicisimo Ampon 6-4 4-6 6-0 6-1                   | Geoffrey Paish                           |                           |                                                   |
| 10 gennaio | Northern India Championships 1950 New Delhi, India Singolare - Doppio                  |                                                    |                                          |                           |                                                   |
| 14 gennaio | New Zealand Championships 1950 Christchurch, Nuova Zelanda Singolare - Doppio          | George Worthington 6-4 6-3 7-5                     | Jeff Robson                              |                           |                                                   |
| 14 gennaio | New Zealand Championships 1950 Christchurch, Nuova Zelanda Singolare - Doppio          | Ronald S. McKenzie Jeff Robson                     |                                          |                           |                                                   |
| 15 gennaio | Florida West Coast Championships 1950 Saint Petersburg, USA Singolare - Doppio         | Gardnar Mulloy 5-7 6-3 6-4 2-6 6-2                 | Ubert Vincent                            |                           |                                                   |
| 15 gennaio | Florida West Coast Championships 1950 Saint Petersburg, USA Singolare - Doppio         |                                                    |                                          |                           |                                                   |
| 22 gennaio | Florida State Championships 1950 Orlando, USA Singolare - Doppio                       | Ricardo Balbiers 8-6 6-4 6-4                       | Ubert Vincent                            |                           |                                                   |
| 22 gennaio | Florida State Championships 1950 Orlando, USA Singolare - Doppio                       |                                                    |                                          |                           |                                                   |
| 23 gennaio | All India Hard Court Championships 1950 Madras, India Singolare - Doppio               | Philippe Washer 6-3 6-4 6-2                        | Raymundo Deyro                           |                           |                                                   |
| 23 gennaio | All India Hard Court Championships 1950 Madras, India Singolare - Doppio               |                                                    |                                          |                           |                                                   |
| 29 gennaio | Scandinavian Covered Court Championships 1950 Copenaghen, Danimarca Singolare - Doppio | Sven Davidson 13-11 6-4 6-1                        | Torsten Johansson                        |                           |                                                   |
| 29 gennaio | Scandinavian Covered Court Championships 1950 Copenaghen, Danimarca Singolare - Doppio |                                                    |                                          |                           |                                                   |
| 30 gennaio | Australian Championships 1950 Melbourne, Australia Singolare - Doppio                  | Frank Sedgman 6-3 6-4 4-6 6-1                      | Kenneth McGregor                         |                           |                                                   |
| 30 gennaio | Australian Championships 1950 Melbourne, Australia Singolare - Doppio                  | John Bromwich Adrian Quist 6-3, 5-7, 4-6, 6-3, 8-6 | Jaroslav Drobný Eric Sturgess            |                           |                                                   |

### Febbraio
| Settimana   | Torneo                                                                     | Vincitore                          | Finalista                 | Semifinalisti | Eliminati ai quarti |
| ----------- | -------------------------------------------------------------------------- | ---------------------------------- | ------------------------- | ------------- | ------------------- |
| febbraio    | Austin Smith Championships 1950 Fort Lauderdale, USA Singolare - Doppio    | Gardnar Mulloy 4-6 6-4 5-7 6-0 6-2 | Herbert Behrens           |               |                     |
| febbraio    | Austin Smith Championships 1950 Fort Lauderdale, USA Singolare - Doppio    |                                    |                           |               |                     |
| febbraio    | French Covered Court Championships 1950 Parigi, Francia Singolare - Doppio | Sven Davidson 6-2 7-5 6-3          | Torsten Johansson         |               |                     |
| febbraio    | French Covered Court Championships 1950 Parigi, Francia Singolare - Doppio |                                    |                           |               |                     |
| febbraio    | South Florida Championships 1950 West Palm Beach, USA Singolare - Doppio   | Ubert Vincent                      | non conosciuta (bandiera) |               |                     |
| febbraio    | South Florida Championships 1950 West Palm Beach, USA Singolare - Doppio   |                                    |                           |               |                     |
| 19 febbraio | Buffalo Indoor 1950 Buffalo, USA Singolare - Doppio                        | Vic Seixas 6-4 6-2                 | Bill Talbert              |               |                     |
| 19 febbraio | Buffalo Indoor 1950 Buffalo, USA Singolare - Doppio                        |                                    |                           |               |                     |
| 19 febbraio | Palm Springs Invitational 1950 Palm Springs, USA Singolare - Doppio        | Budge Patty 2-6 6-1 6-3            | Arthur Larsen             |               |                     |
| 19 febbraio | Palm Springs Invitational 1950 Palm Springs, USA Singolare - Doppio        |                                    |                           |               |                     |

### Marzo
| Settimana | Torneo                                                                                               | Vincitore                                      | Finalista                   | Semifinalisti            | Eliminati ai quarti                                 |
| --------- | --- | ---------------------------------------------- | --------------------------- | ------------------------ | --------------------------------------------------- |
| 12 marzo  | Egyptian International Cairo Championships 1950 Il Cairo, Egitto Singolare - Doppio                  | Jaroslav Drobný 8-6 6-2 6-3                    | Gottfried von Cramm         |                          |                                                     |
| 12 marzo  | Egyptian International Cairo Championships 1950 Il Cairo, Egitto Singolare - Doppio                  |                                                |                             |                          |                                                     |
| 12 marzo  | Caribbean Championships 1950 Montego Bay, Giamaica Singolare - Doppio                                | Frederick Kovaleski 6-4 6-4 6-1                | Frank Guernsey              |                          |                                                     |
| 12 marzo  | Caribbean Championships 1950 Montego Bay, Giamaica Singolare - Doppio                                |                                                |                             |                          |                                                     |
| 18 marzo  | Southdean Covered Court Championships 1950 Southdean, Gran Bretagna Singolare - Doppio               | Gerald D. Oakley 8-6 6-3                       | F. Derrick Leyland          |                          |                                                     |
| 18 marzo  | Southdean Covered Court Championships 1950 Southdean, Gran Bretagna Singolare - Doppio               |                                                |                             |                          |                                                     |
| 21 marzo  | Eastern Suburbs Hard Court Championships 1950 Sydney, Australia Singolare - Doppio                   | John Bromwich 2-6 6-2 6-2                      | James Gilchrist             |                          |                                                     |
| 21 marzo  | Eastern Suburbs Hard Court Championships 1950 Sydney, Australia Singolare - Doppio                   |                                                |                             |                          |                                                     |
| 25 marzo  | US Indoors 1950 New York, USA Singolare - Doppio                                                     | Don McNeill 11-9 4-6 6-2 6-2                   | Frederick Kovaleski         |                          |                                                     |
| 25 marzo  | US Indoors 1950 New York, USA Singolare - Doppio                                                     |                                                |                             |                          |                                                     |
| 26 marzo  | Philadelphia Pro Championships 1950 Filadelfia, USA Parquet indoor Singolare - Doppio                | Pancho Gonzales 7-5 6-3 6-4                    | Jack Kramer                 | Bobby Riggs Frank Kovacs | Carl Earn Frank Parker Pancho Segura Welby van Horn |
| 26 marzo  | Philadelphia Pro Championships 1950 Filadelfia, USA Parquet indoor Singolare - Doppio                | Pancho Gonzales Pancho Segura 6-2 4-6 6-3 10-8 | Frank Kovacs Welby Van Horn | Bobby Riggs Frank Kovacs | Carl Earn Frank Parker Pancho Segura Welby van Horn |
| 26 marzo  | Egyptian International Alexandria Championships 1950 Alessandria d'Egitto, Egitto Singolare - Doppio | Gottfried von Cramm 8-6 6-3 9-11 6-4           | Jaroslav Drobný             |                          |                                                     |
| 26 marzo  | Egyptian International Alexandria Championships 1950 Alessandria d'Egitto, Egitto Singolare - Doppio |                                                |                             |                          |                                                     |
| 26 marzo  | Carlton Club Championships 1950 Cannes, Francia Singolare - Doppio                                   | Jean Ducos De La Haille 7-5 6-0                | Heraldo Weiss               |                          |                                                     |
| 26 marzo  | Carlton Club Championships 1950 Cannes, Francia Singolare - Doppio                                   |                                                |                             |                          |                                                     |
| 26 marzo  | Danish Covered Court Championships 1950 Copenaghen, Danimarca Singolare - Doppio                     | Per Thielsen 8-6 6-4 6-0                       | Jannik Ipsen                |                          |                                                     |
| 26 marzo  | Danish Covered Court Championships 1950 Copenaghen, Danimarca Singolare - Doppio                     |                                                |                             |                          |                                                     |

### Aprile
| Settimana | Torneo                                                                                  | Vincitore                                      | Finalista                | Semifinalisti | Eliminati ai quarti |
| --------- | --------------------------------------------------------------------------------------- | ---------------------------------------------- | ------------------------ | ------------- | ------------------- |
| 1º aprile | Cromer Covered Court Spring Meeting 1950 Cromer, Gran Bretagna Singolare - Doppio       | J.A.T. Horn 6-3 6-2                            | George Godsell           |               |                     |
| 1º aprile | Cromer Covered Court Spring Meeting 1950 Cromer, Gran Bretagna Singolare - Doppio       |                                                |                          |               |                     |
| 2 aprile  | Torneo di Beaulieu 1950 Cannes, Francia Singolare - Doppio                              | Dragutin Mitic 6-4 1-6 7-5 6-1                 | Sven Davidson            |               |                     |
| 2 aprile  | Torneo di Beaulieu 1950 Cannes, Francia Singolare - Doppio                              |                                                |                          |               |                     |
| 2 aprile  | Bermuda International Championships 1950 Hamilton, Bermuda Singolare - Doppio           | Bill Talbert 6-3 1-6 6-1 6-2                   | Tony Trabert             |               |                     |
| 2 aprile  | Bermuda International Championships 1950 Hamilton, Bermuda Singolare - Doppio           |                                                |                          |               |                     |
| 8 aprile  | South African Championships 1950 Johannesburg, Sudafrica Singolare - Doppio             | Eric Sturgess 6-1 6-1 3-6 6-1                  | Arthur Larsen            |               |                     |
| 8 aprile  | South African Championships 1950 Johannesburg, Sudafrica Singolare - Doppio             |                                                |                          |               |                     |
| 8 aprile  | Paddington Hard Court Championships 1950 Paddington, Gran Bretagna Singolare - Doppio   | Gerald D. Oakley 6-2 5-7 6-2                   | Norman R. Lewis          |               |                     |
| 8 aprile  | Paddington Hard Court Championships 1950 Paddington, Gran Bretagna Singolare - Doppio   |                                                |                          |               |                     |
| 9 aprile  | Coral Beach Club Invitation 1950 Hamilton, Bermuda Singolare - Doppio                   | Don McNeill 6-3 6-2 6-2                        | Gilbert A. Bogley        |               |                     |
| 9 aprile  | Coral Beach Club Invitation 1950 Hamilton, Bermuda Singolare - Doppio                   |                                                |                          |               |                     |
| 9 aprile  | Good Neighbor Tournament 1950 Miami Beach, USA Singolare - Doppio                       | Gardnar Mulloy 6-4 2-6 6-3 6-2                 | Tom Brown                |               |                     |
| 9 aprile  | Good Neighbor Tournament 1950 Miami Beach, USA Singolare - Doppio                       |                                                |                          |               |                     |
| 9 aprile  | Monte Carlo Cup 1950 Monte Carlo, Monte Carlo Singolare - Doppio                        | Jaroslav Drobný 6-4 6-4 6-1                    | Bill Talbert             |               |                     |
| 9 aprile  | Monte Carlo Cup 1950 Monte Carlo, Monte Carlo Singolare - Doppio                        |                                                |                          |               |                     |
| 9 aprile  | Israel International Championships 1950 Tel Aviv, Israele Singolare - Doppio            | Jack Edwin Harper 6-3 6-1 8-6                  | Heraldo Weiss            |               |                     |
| 9 aprile  | Israel International Championships 1950 Tel Aviv, Israele Singolare - Doppio            |                                                |                          |               |                     |
| 10 aprile | Queensland Hard Court Championships 1950 Rockhampton, Australia Singolare - Doppio      | Barry Green 7-5 6-2                            | Kenneth McGregor         |               |                     |
| 10 aprile | Queensland Hard Court Championships 1950 Rockhampton, Australia Singolare - Doppio      |                                                |                          |               |                     |
| 10 aprile | Albury Easter Tournament 1950 Albury, Australia Singolare - Doppio                      | James Matthews 6-3 3-6 6-0 6-4                 | Lionel Brodie            |               |                     |
| 10 aprile | Albury Easter Tournament 1950 Albury, Australia Singolare - Doppio                      |                                                |                          |               |                     |
| 10 aprile | Bendigo Easter Tournament 1950 Bendigo, Australia Singolare - Doppio                    | W. Mates 6-0 6-2                               | Bert Tonkin              |               |                     |
| 10 aprile | Bendigo Easter Tournament 1950 Bendigo, Australia Singolare - Doppio                    |                                                |                          |               |                     |
| 10 aprile | Geelong Easter Tournament 1950 Geelong, Australia Singolare - Doppio                    | Bert G. Tonkin 3-6 6-1 6-2                     | W. Guy                   |               |                     |
| 10 aprile | Geelong Easter Tournament 1950 Geelong, Australia Singolare - Doppio                    |                                                |                          |               |                     |
| 10 aprile | Southern Slopes Championships 1950 Goulburn, Australia Singolare - Doppio               | Lew Hoad 6-2 6-4                               | John Bromwich            |               |                     |
| 10 aprile | Southern Slopes Championships 1950 Goulburn, Australia Singolare - Doppio               |                                                |                          |               |                     |
| 10 aprile | Tasmanian Championships 1950 Hobart, Australia Singolare - Doppio                       | Don Candy 0-6 6-3 3-6 6-3 6-0                  | Frank Sedgman            |               |                     |
| 10 aprile | Tasmanian Championships 1950 Hobart, Australia Singolare - Doppio                       |                                                |                          |               |                     |
| 10 aprile | Western Australian Championships 1950 Perth, Australia Singolare - Doppio               | Clive Wilderspin 6-0 6-2 6-1                   | Max Anderson             |               |                     |
| 10 aprile | Western Australian Championships 1950 Perth, Australia Singolare - Doppio               |                                                |                          |               |                     |
| 10 aprile | Eden Monaro Championships 1950 Queanbeyan, Australia Singolare - Doppio                 | W. Wallace 6-3 6-0                             | Ian Ayre                 |               |                     |
| 10 aprile | Eden Monaro Championships 1950 Queanbeyan, Australia Singolare - Doppio                 |                                                |                          |               |                     |
| 11 aprile | Scarborough Hard Court Championships 1950 Scarborough, Gran Bretagna Singolare - Doppio | Ignacy Tloczynski 6-0 6-1                      | F. Derrick Leyland       |               |                     |
| 11 aprile | Scarborough Hard Court Championships 1950 Scarborough, Gran Bretagna Singolare - Doppio |                                                |                          |               |                     |
| 11 aprile | Southport Hard Court Championships 1950 Southport, Gran Bretagna Singolare - Doppio     | Howard F. Walton 6-1 6-4                       | William J. Smith         |               |                     |
| 11 aprile | Southport Hard Court Championships 1950 Southport, Gran Bretagna Singolare - Doppio     |                                                |                          |               |                     |
| 13 aprile | Tally Ho! 1950 Birmingham, Gran Bretagna Singolare - Doppio                             | Tony Mottram 8-6 6-2                           | Czeslaw Spychala         |               |                     |
| 13 aprile | Tally Ho! 1950 Birmingham, Gran Bretagna Singolare - Doppio                             |                                                |                          |               |                     |
| 16 aprile | River Plate Championships 1950 Buenos Aires, Argentina Singolare - Doppio               | Enrique Morea 6-4 4-6 6-1 6-2                  | Armando Vieira           |               |                     |
| 16 aprile | River Plate Championships 1950 Buenos Aires, Argentina Singolare - Doppio               |                                                |                          |               |                     |
| 16 aprile | River Oaks International Tennis Tournament 1950 Houston, USA Singolare - Doppio         | Bob Falkenburg 6-0 15-13 3-6 6-4               | Ted Schroeder            |               |                     |
| 16 aprile | River Oaks International Tennis Tournament 1950 Houston, USA Singolare - Doppio         |                                                |                          |               |                     |
| 16 aprile | Nice Lawn Tennis Club Championships 1950 Nizza, Francia Singolare - Doppio              | Budge Patty 6-2 6-4                            | Tony Trabert             |               |                     |
| 16 aprile | Nice Lawn Tennis Club Championships 1950 Nizza, Francia Singolare - Doppio              |                                                |                          |               |                     |
| 16 aprile | Darling Downs Championships 1950 Toowoomba, Australia Singolare - Doppio                | Brian Strohfeldt 6-2 1-6 6-3                   | George Worthington       |               |                     |
| 16 aprile | Darling Downs Championships 1950 Toowoomba, Australia Singolare - Doppio                |                                                |                          |               |                     |
| 22 aprile | Cumberland Hard Court Championships 1950 Hampstead, Gran Bretagna Singolare - Doppio    | Geoff Brown 6-2 6-2                            | Headley T. Baxter        |               |                     |
| 22 aprile | Cumberland Hard Court Championships 1950 Hampstead, Gran Bretagna Singolare - Doppio    |                                                |                          |               |                     |
| 22 aprile | Australian Hard Court Championships 1950 Toowoomba, Australia Singolare - Doppio        | Frank Sedgman 6-1 6-0 6-4                      | George Worthington       |               |                     |
| 22 aprile | Australian Hard Court Championships 1950 Toowoomba, Australia Singolare - Doppio        |                                                |                          |               |                     |
| 23 aprile | Internazionali d'Italia 1950 Roma, Italia Singolare - Doppio                            | Jaroslav Drobný 6-4 6-3 7-9 6-2                | Bill Talbert             |               |                     |
| 23 aprile | Internazionali d'Italia 1950 Roma, Italia Singolare - Doppio                            | Bill Talbert Tony Trabert 6-3, 6-1, 4-6 ritiro | Budge Patty Bill Sidwell |               |                     |
| 29 aprile | Surrey Hard Court Championships 1950 Sutton, Gran Bretagna Singolare - Doppio           | Geoff Brown 6-1 6-0                            | Arthur Gordon Roberts    |               |                     |
| 29 aprile | Surrey Hard Court Championships 1950 Sutton, Gran Bretagna Singolare - Doppio           |                                                |                          |               |                     |

### Maggio
| Settimana | Torneo                                                                              | Vincitore                             | Finalista                  | Semifinalisti | Eliminati ai quarti |
| --------- | ----------------------------------------------------------------------------------- | ------------------------------------- | -------------------------- | ------------- | ------------------- |
| maggio    | Monegasque Championships 1950 Monte Carlo, Monte Carlo Singolare - Doppio           | Alexandre-Athenase Noghes 6-3 6-0 6-0 | Georges Pasquier           |               |                     |
| maggio    | Monegasque Championships 1950 Monte Carlo, Monte Carlo Singolare - Doppio           |                                       |                            |               |                     |
| 1º maggio | Wide Bay Tennis Championships 1950 Bundaberg, Australia Singolare - Doppio          | Jack Arkinstall 6-3 6-2               | Arthur Liddle              |               |                     |
| 1º maggio | Wide Bay Tennis Championships 1950 Bundaberg, Australia Singolare - Doppio          |                                       |                            |               |                     |
| 1º maggio | Maroochy Tennis Championships 1950 Nambour, Australia Singolare - Doppio            | Brian Strohfeldt 6-3 6-2              | Don Rocavert               |               |                     |
| 1º maggio | Maroochy Tennis Championships 1950 Nambour, Australia Singolare - Doppio            |                                       |                            |               |                     |
| 1º maggio | North Queensland Championships 1950 Townsville, Australia Singolare - Doppio        | Ian Ayre 6-3 6-0                      | A. Somer                   |               |                     |
| 1º maggio | North Queensland Championships 1950 Townsville, Australia Singolare - Doppio        |                                       |                            |               |                     |
| 3 maggio  | Surrey Championships 1950 Surbiton, Gran Bretagna Singolare - Doppio                | Narendra Nath 6-2 6-4                 | Czeslaw Spychala           |               |                     |
| 3 maggio  | Surrey Championships 1950 Surbiton, Gran Bretagna Singolare - Doppio                |                                       |                            |               |                     |
| 6 maggio  | British Hard Court Championships 1950 Bournemouth, Gran Bretagna Singolare - Doppio | Jaroslav Drobný 7-5 6-0 6-4           | Geoff Brown                |               |                     |
| 6 maggio  | British Hard Court Championships 1950 Bournemouth, Gran Bretagna Singolare - Doppio |                                       |                            |               |                     |
| 7 maggio  | Paris International Championships 1950 Parigi, Francia Singolare - Doppio           | Bill Talbert 6-3 9-7 6-1              | Budge Patty                |               |                     |
| 7 maggio  | Paris International Championships 1950 Parigi, Francia Singolare - Doppio           |                                       |                            |               |                     |
| 9 maggio  | USPLTA Spring Championships 1950 Elmsford, USA Singolare - Doppio                   | Jimmy Evert 6-3 6-4                   | Harry Kenney               |               |                     |
| 9 maggio  | USPLTA Spring Championships 1950 Elmsford, USA Singolare - Doppio                   | Mitchell Gornto Halpern 6-3           | Harry Kenney A. Mace Gwyer |               |                     |
| 13 maggio | London Hard Court Championships 1950 Hurlingham, Gran Bretagna Singolare - Doppio   | Czeslaw Spychala 6-1 6-4              | Peter Molloy               |               |                     |
| 13 maggio | London Hard Court Championships 1950 Hurlingham, Gran Bretagna Singolare - Doppio   |                                       |                            |               |                     |
| 14 maggio | Southern California Championships 1950 Los Angeles, USA Singolare - Doppio          | Tom Brown 5-7 6-3 3-6 6-4 6-3         | Bob Falkenburg             |               |                     |
| 14 maggio | Southern California Championships 1950 Los Angeles, USA Singolare - Doppio          |                                       |                            |               |                     |
| 20 maggio | Cirencester Spring Meeting 1950 Cirencester, Gran Bretagna Singolare - Doppio       | George Godsell 6-3 6-8 6-4            | D. Brown                   |               |                     |
| 20 maggio | Cirencester Spring Meeting 1950 Cirencester, Gran Bretagna Singolare - Doppio       |                                       |                            |               |                     |
| 20 maggio | Guildford Hard Court Championships 1950 Guildford, Gran Bretagna Singolare - Doppio | Heraldo Weiss 4-6 8-6 6-3             | Peter Molloy               |               |                     |
| 20 maggio | Guildford Hard Court Championships 1950 Guildford, Gran Bretagna Singolare - Doppio |                                       |                            |               |                     |
| 20 maggio | Torneo di Harrogate 1950 Harrogate, Gran Bretagna Singolare - Doppio                | William Lurie 1-6 6-2 6-4             | Eddie C. Ford              |               |                     |
| 20 maggio | Torneo di Harrogate 1950 Harrogate, Gran Bretagna Singolare - Doppio                |                                       |                            |               |                     |
| 20 maggio | Torneo di Lytham St Annes 1950 Lytham St Annes, Gran Bretagna Singolare - Doppio    | Douglas Snart 6-3 6-3                 | Arnold T. England          |               |                     |
| 20 maggio | Torneo di Lytham St Annes 1950 Lytham St Annes, Gran Bretagna Singolare - Doppio    |                                       |                            |               |                     |
| 21 maggio | Puerta de Hierro International 1950 Madrid, Spagna Singolare - Doppio               | Jaroslav Drobný 3-6 6-0 6-2 6-4       | Felicisimo Ampon           |               |                     |
| 21 maggio | Puerta de Hierro International 1950 Madrid, Spagna Singolare - Doppio               |                                       |                            |               |                     |
| 21 maggio | California State Championships 1950 San Francisco, USA Singolare - Doppio           | Tom Brown 6-3 13-11 6-2               | Samuel Match               |               |                     |
| 21 maggio | California State Championships 1950 San Francisco, USA Singolare - Doppio           |                                       |                            |               |                     |
| 27 maggio | Torneo di Harpenden 1950 Harpenden, Gran Bretagna Singolare - Doppio                | Brian W. Rooke 6-1 6-3                | D Laurie                   |               |                     |
| 27 maggio | Torneo di Harpenden 1950 Harpenden, Gran Bretagna Singolare - Doppio                |                                       |                            |               |                     |
| 27 maggio | Torneo di Malvern 1950 Malvern, Gran Bretagna Singolare - Doppio                    | Peter Molloy 6-1 4-6 6-1              | Arthur Gordon Roberts      |               |                     |
| 27 maggio | Torneo di Malvern 1950 Malvern, Gran Bretagna Singolare - Doppio                    |                                       |                            |               |                     |

### Giugno
| Settimana | Torneo                                                                                            | Vincitore                                     | Finalista                     | Semifinalisti           | Eliminati ai quarti                              |
| --------- | ------------------------------------------------------------------------------------------------- | --------------------------------------------- | ----------------------------- | ----------------------- | ------------------------------------------------ |
| giugno    | Blue and Gray Invitation 1950 Montgomery, USA Singolare - Doppio                                  | Ricardo Balbiers                              | non conosciuta (bandiera)     |                         |                                                  |
| giugno    | Blue and Gray Invitation 1950 Montgomery, USA Singolare - Doppio                                  |                                               |                               |                         |                                                  |
| 1º giugno | Glamorgan Championships 1950 Dinas Powis, Gran Bretagna Singolare - Doppio                        | George Godsell 6-8 6-3 6-1 6-2                | W.D. Rowe                     |                         |                                                  |
| 1º giugno | Glamorgan Championships 1950 Dinas Powis, Gran Bretagna Singolare - Doppio                        |                                               |                               |                         |                                                  |
| 1º giugno | The Priory 1950 Birmingham, Gran Bretagna Singolare - Doppio                                      | Dilip Bose 6-3 2-6 6-4                        | Heraldo Weiss                 |                         |                                                  |
| 1º giugno | The Priory 1950 Birmingham, Gran Bretagna Singolare - Doppio                                      |                                               |                               |                         |                                                  |
| 4 giugno  | Internazionali di Francia 1950 Parigi, Francia Singolare - Doppio                                 | Budge Patty 6-1 6-2 3-6 5-7 7-5               | Jaroslav Drobný               |                         |                                                  |
| 4 giugno  | Internazionali di Francia 1950 Parigi, Francia Singolare - Doppio                                 | Bill Talbert Tony Trabert 6-2, 1-6, 10-8, 6-2 | Jaroslav Drobný Eric Sturgess |                         |                                                  |
| 5 giugno  | Western Australian Hard Court Championships 1950 Kalgoorlie, Australia Singolare - Doppio         | Clive Wilderspin 10-8 6-2 6-1                 | K. Holten                     |                         |                                                  |
| 5 giugno  | Western Australian Hard Court Championships 1950 Kalgoorlie, Australia Singolare - Doppio         |                                               |                               |                         |                                                  |
| 10 giugno | Ulster Championships 1950 Belfast, Irlanda Singolare - Doppio                                     | Heraldo Weiss 6-4 6-1                         | Milan Matous                  |                         |                                                  |
| 10 giugno | Ulster Championships 1950 Belfast, Irlanda Singolare - Doppio                                     |                                               |                               |                         |                                                  |
| 10 giugno | Brooklyn Championships 1950 Brooklyn, USA Singolare - Doppio                                      | Dick Savitt 2-6 6-2 6-0 6-1                   | Sidney Schwartz               |                         |                                                  |
| 10 giugno | Brooklyn Championships 1950 Brooklyn, USA Singolare - Doppio                                      |                                               |                               |                         |                                                  |
| 10 giugno | Torneo di Chapel Allerton 1950 Chapel Allerton, Gran Bretagna Singolare - Doppio                  | F.B. Webb 3-6 6-0 6-3                         | Harry Marriner                |                         |                                                  |
| 10 giugno | Torneo di Chapel Allerton 1950 Chapel Allerton, Gran Bretagna Singolare - Doppio                  |                                               |                               |                         |                                                  |
| 10 giugno | Barnes 1950 Lowther, Gran Bretagna Singolare - Doppio                                             | Gerald D. Oakley 7-5 6-2                      | Clarence Medlycott Jones      |                         |                                                  |
| 10 giugno | Barnes 1950 Lowther, Gran Bretagna Singolare - Doppio                                             |                                               |                               |                         |                                                  |
| 10 giugno | Northern Championships 1950 Manchester, Gran Bretagna Singolare - Doppio                          | Geoff Brown 6-0 6-2                           | Sumant Misra                  |                         |                                                  |
| 10 giugno | Northern Championships 1950 Manchester, Gran Bretagna Singolare - Doppio                          |                                               |                               |                         |                                                  |
| 10 giugno | Torneo di Sutton Coldfield 1950 Sutton, Gran Bretagna Singolare - Doppio                          | Koon-Hong Ip 6-0 6-3                          | W.D. Rowe                     |                         |                                                  |
| 10 giugno | Torneo di Sutton Coldfield 1950 Sutton, Gran Bretagna Singolare - Doppio                          |                                               |                               |                         |                                                  |
| 12 giugno | Victorian Hard Court Championships 1950 Melbourne, Australia Singolare - Doppio                   | Colin Long                                    | Don Candy                     |                         |                                                  |
| 12 giugno | Victorian Hard Court Championships 1950 Melbourne, Australia Singolare - Doppio                   |                                               |                               |                         |                                                  |
| 12 giugno | Norwegian International Championships 1950 (Oslo International) Oslo, Norvegia Singolare - Doppio | Eric Sturgess 2-6 6-4 6-4 4-6 6-3             | Jaroslav Drobný               |                         |                                                  |
| 12 giugno | Norwegian International Championships 1950 (Oslo International) Oslo, Norvegia Singolare - Doppio |                                               |                               |                         |                                                  |
| 12 giugno | U.S. Pro Tennis Championships 1950 Cleveland, USA Terra rossa indoor Singolare - Doppio           | Pancho Segura 6-1, 1-6, 8-6, 4-4 ritiro       | Frank Kovacs                  | Jack Kramer Bobby Riggs | Carl Earn Welby van Horn Frank Parker Jack March |
| 12 giugno | U.S. Pro Tennis Championships 1950 Cleveland, USA Terra rossa indoor Singolare - Doppio           | Frank Kovacs Welby van Horn 1-6 6-4 6-4       | Pancho Segura Frank Parker    | Jack Kramer Bobby Riggs | Carl Earn Welby van Horn Frank Parker Jack March |
| 17 giugno | Kent Championships 1950 Beckenham, Gran Bretagna Singolare - Doppio                               | Geoff Brown 8-6 7-9 1715                      | Bill Sidwell                  |                         |                                                  |
| 17 giugno | Kent Championships 1950 Beckenham, Gran Bretagna Singolare - Doppio                               |                                               |                               |                         |                                                  |
| 17 giugno | West of England Championships 1950 Bristol, Gran Bretagna Singolare - Doppio                      | Jaroslav Drobný 6-3 10-8                      | Vladimir Cernik               |                         |                                                  |
| 17 giugno | West of England Championships 1950 Bristol, Gran Bretagna Singolare - Doppio                      |                                               |                               |                         |                                                  |
| 17 giugno | West of Scottish Championships 1950 Glasgow, Gran Bretagna Singolare - Doppio                     | John G. Rutherglen 3-6 4-6 6-1 6-1 6-3        | R.G. Harris                   |                         |                                                  |
| 17 giugno | West of Scottish Championships 1950 Glasgow, Gran Bretagna Singolare - Doppio                     |                                               |                               |                         |                                                  |
| 17 giugno | North of Forth Championships 1950 Kirkcaldy, Gran Bretagna Singolare - Doppio                     | Tadeusz Slawek 6-3 7-5                        | D.B. Dempsey                  |                         |                                                  |
| 17 giugno | North of Forth Championships 1950 Kirkcaldy, Gran Bretagna Singolare - Doppio                     |                                               |                               |                         |                                                  |
| 17 giugno | Torneo di South Northumberland 1950 South Northumberland, Gran Bretagna Singolare - Doppio        | Donald William Butler 6-0 6-3 7-5             | Cam Malfroy                   |                         |                                                  |
| 17 giugno | Torneo di South Northumberland 1950 South Northumberland, Gran Bretagna Singolare - Doppio        |                                               |                               |                         |                                                  |
| 17 giugno | Torneo di West Derby 1950 West Derby, Gran Bretagna Singolare - Doppio                            | G.J. Chibbett 10-8 3-6 6-2                    | Darrell H. Shaw               |                         |                                                  |
| 17 giugno | Torneo di West Derby 1950 West Derby, Gran Bretagna Singolare - Doppio                            |                                               |                               |                         |                                                  |
| 24 giugno | Four Court Championships 1950 Aberdeen, Gran Bretagna Singolare - Doppio                          | V.H. Garland 6-1 6-2                          | J.B. Leslie                   |                         |                                                  |
| 24 giugno | Four Court Championships 1950 Aberdeen, Gran Bretagna Singolare - Doppio                          |                                               |                               |                         |                                                  |
| 24 giugno | Scottish Midland Counties Championships 1950 Dundee, Gran Bretagna Singolare - Doppio             | K.G. Galloway 7-5 8-6                         | L.D. Higgins                  |                         |                                                  |
| 24 giugno | Scottish Midland Counties Championships 1950 Dundee, Gran Bretagna Singolare - Doppio             |                                               |                               |                         |                                                  |
| 24 giugno | East of Scottish Championships 1950 Edimburgo, Gran Bretagna Singolare - Doppio                   | Tadeusz Slawek 6-1 6-1                        | A. Reid                       |                         |                                                  |
| 24 giugno | East of Scottish Championships 1950 Edimburgo, Gran Bretagna Singolare - Doppio                   |                                               |                               |                         |                                                  |
| 24 giugno | Queen's Club Championships 1950 Londra, Gran Bretagna Singolare - Doppio                          | John Bromwich 6-2 6-4                         | Arthur Larsen                 |                         |                                                  |
| 24 giugno | Queen's Club Championships 1950 Londra, Gran Bretagna Singolare - Doppio                          |                                               |                               |                         |                                                  |
| 24 giugno | Scotland Central Districts Championships 1950 Stirling, Gran Bretagna Singolare - Doppio          | Jimmy B. Wilson 7-5 7-5                       | Robert Barr                   |                         |                                                  |
| 24 giugno | Scotland Central Districts Championships 1950 Stirling, Gran Bretagna Singolare - Doppio          |                                               |                               |                         |                                                  |
| 25 giugno | National Collegiate Championships 1950 Austin, USA Singolare - Doppio                             | Herbert Flam 6-3 1-6 6-1 9-7                  | Ricardo Balbiers              |                         |                                                  |
| 25 giugno | National Collegiate Championships 1950 Austin, USA Singolare - Doppio                             |                                               |                               |                         |                                                  |
| 25 giugno | New Jersey State Championships 1950 New Jersey, USA Singolare - Doppio                            | Sidney Schwartz 7-5 6-2 6-2                   | Charles Masterson             |                         |                                                  |
| 25 giugno | New Jersey State Championships 1950 New Jersey, USA Singolare - Doppio                            |                                               |                               |                         |                                                  |

### Luglio
| Settimana | Torneo                                                                                | Vincitore                                       | Finalista                    | Semifinalisti | Eliminati ai quarti |
| --------- | ------------------------------------------------------------------------------------- | ----------------------------------------------- | ---------------------------- | ------------- | ------------------- |
| 1º luglio | Torneo di Huddersfield 1950 Huddersfield, Gran Bretagna Singolare - Doppio            | RG Summers 6-2 6-4                              | Harold R. Marsland           |               |                     |
| 1º luglio | Torneo di Huddersfield 1950 Huddersfield, Gran Bretagna Singolare - Doppio            |                                                 |                              |               |                     |
| 2 luglio  | Utah State Championships 1950 Salt Lake City, USA Singolare - Doppio                  | Herbert Flam                                    | Samuel Match                 |               |                     |
| 2 luglio  | Utah State Championships 1950 Salt Lake City, USA Singolare - Doppio                  |                                                 |                              |               |                     |
| 2 luglio  | Southern Championships 1950 Louisville, USA Singolare - Doppio                        | Earl Cochell 6-3 6-4 6-4                        | Hugh Stewart                 |               |                     |
| 2 luglio  | Southern Championships 1950 Louisville, USA Singolare - Doppio                        |                                                 |                              |               |                     |
| 2 luglio  | Eastern States Clay Court Championships 1950 Rye, USA Singolare - Doppio              | Dick Savitt 6-4 3-6 6-3 6-3                     | Don McNeill                  |               |                     |
| 2 luglio  | Eastern States Clay Court Championships 1950 Rye, USA Singolare - Doppio              |                                                 |                              |               |                     |
| 8 luglio  | Torneo di Wimbledon 1950 Londra, Gran Bretagna Singolare - Doppio                     | Budge Patty 6-1 8-10 6-2 6-3                    | Frank Sedgman                |               |                     |
| 8 luglio  | Torneo di Wimbledon 1950 Londra, Gran Bretagna Singolare - Doppio                     | John Bromwich Adrian Quist 7-5 3-6 6-3 3-6 6-2  | Geoff Brown Bill Sidwell     |               |                     |
| 9 luglio  | Tri-State Championships 1950 Cincinnati, USA Singolare - Doppio                       | Glenn Bassett 6-2 4-6 6-1 6-1                   | Ham Richardson               |               |                     |
| 9 luglio  | Tri-State Championships 1950 Cincinnati, USA Singolare - Doppio                       | Hamilton Richardson George Richards 7-5, 6-3    | Gilbert Bogley Charles DeVoe |               |                     |
| 10 luglio | Colorado State Championships 1950 Denver, USA Singolare - Doppio                      | Herbert Flam 6-3 6-2 5-7 4-6 9-7                | Samuel Match                 |               |                     |
| 10 luglio | Colorado State Championships 1950 Denver, USA Singolare - Doppio                      |                                                 |                              |               |                     |
| 10 luglio | New York State Championships 1950 Forest Hills, USA Singolare - Doppio                | Dick Savitt 11-13 4-6 9-7 6-1 6-4               | Don McNeill                  |               |                     |
| 10 luglio | New York State Championships 1950 Forest Hills, USA Singolare - Doppio                |                                                 |                              |               |                     |
| 11 luglio | Danish Hard Court Championships 1950 Copenaghen, Danimarca Singolare - Doppio         | Kurt Nielsen 1-6 13-11 6-2 7-5                  | Torben Ulrich                |               |                     |
| 11 luglio | Danish Hard Court Championships 1950 Copenaghen, Danimarca Singolare - Doppio         |                                                 |                              |               |                     |
| 15 luglio | Torneo di Bath 1950 Bath, Gran Bretagna Singolare - Doppio                            | Douglas Scharenguivel 6-3 10-8                  | Harry G. Lee                 |               |                     |
| 15 luglio | Torneo di Bath 1950 Bath, Gran Bretagna Singolare - Doppio                            |                                                 |                              |               |                     |
| 15 luglio | Cheshire Championships 1950 Brooklands, Gran Bretagna Singolare - Doppio              | Andre Kalman 6-2 9-7                            | S.E. Rocca                   |               |                     |
| 15 luglio | Cheshire Championships 1950 Brooklands, Gran Bretagna Singolare - Doppio              |                                                 |                              |               |                     |
| 15 luglio | Irish Championships 1950 Dublino, Irlanda Singolare - Doppio                          | Cyril Kemp 6-1 6-3 6-3                          | Brian W. Rooke               |               |                     |
| 15 luglio | Irish Championships 1950 Dublino, Irlanda Singolare - Doppio                          |                                                 |                              |               |                     |
| 15 luglio | Midland Counties Championships 1950 Edgbaston, Gran Bretagna Singolare - Doppio       | Jaroslav Drobný 6-2 6-2                         | Koon-Hong Ip                 |               |                     |
| 15 luglio | Midland Counties Championships 1950 Edgbaston, Gran Bretagna Singolare - Doppio       |                                                 |                              |               |                     |
| 15 luglio | Scottish Championships 1950 Edimburgo, Gran Bretagna Singolare - Doppio               | Adrian Quist Tadeusz Slawek titolo condiviso    |                              |               |                     |
| 15 luglio | Scottish Championships 1950 Edimburgo, Gran Bretagna Singolare - Doppio               |                                                 |                              |               |                     |
| 15 luglio | East of England Championships 1950 Felixstowe, Gran Bretagna Singolare - Doppio       | Anthony Starte 2-6 7-5 6-1                      | Robert C. Nicoll             |               |                     |
| 15 luglio | East of England Championships 1950 Felixstowe, Gran Bretagna Singolare - Doppio       |                                                 |                              |               |                     |
| 15 luglio | Western Championships 1950 Indianapolis, USA Singolare - Doppio                       | Herbert Flam 6-3 6-3 6-4                        | Tony Trabert                 |               |                     |
| 15 luglio | Western Championships 1950 Indianapolis, USA Singolare - Doppio                       |                                                 |                              |               |                     |
| 15 luglio | Swiss International Championships 1950 Losanna, Svizzera Singolare - Doppio           | Eric Sturgess 6-4 7-5 3-6 6-2                   | Vic Seixas                   |               |                     |
| 15 luglio | Swiss International Championships 1950 Losanna, Svizzera Singolare - Doppio           |                                                 |                              |               |                     |
| 15 luglio | Torneo di Matlock 1950 Matlock, Gran Bretagna Singolare - Doppio                      | A. Reader 6-8 6-3 6-4                           | Kamel Moubarek               |               |                     |
| 15 luglio | Torneo di Matlock 1950 Matlock, Gran Bretagna Singolare - Doppio                      |                                                 |                              |               |                     |
| 15 luglio | Nottinghamshire Championships 1950 Nottingham, Gran Bretagna Singolare - Doppio       | Geoff Brown 6-8 6-4 6-1                         | Dilip Bose                   |               |                     |
| 15 luglio | Nottinghamshire Championships 1950 Nottingham, Gran Bretagna Singolare - Doppio       |                                                 |                              |               |                     |
| 15 luglio | Spring Lake Invitation 1950 Spring Lake, USA Singolare - Doppio                       | Gardnar Mulloy 4-6 7-5 6-0 6-4                  | Arthur Larsen                |               |                     |
| 15 luglio | Spring Lake Invitation 1950 Spring Lake, USA Singolare - Doppio                       |                                                 |                              |               |                     |
| 15 luglio | Durham Championships 1950 Sunderland, Gran Bretagna Singolare - Doppio                | Donald William Butler 6-2 6-2                   | Alexandru Hamburger          |               |                     |
| 15 luglio | Durham Championships 1950 Sunderland, Gran Bretagna Singolare - Doppio                |                                                 |                              |               |                     |
| 15 luglio | Middle Atlantic Grass Court Championships 1950 Washington, USA Singolare - Doppio     | Straight Clark                                  | Gilbert Shea                 |               |                     |
| 15 luglio | Middle Atlantic Grass Court Championships 1950 Washington, USA Singolare - Doppio     |                                                 |                              |               |                     |
| 22 luglio | Swedish International Hard Court Championships 1950 Båstad, Svezia Singolare - Doppio | Eric Sturgess 5-7 7-5 6-3 6-4                   | Torsten Johansson            |               |                     |
| 22 luglio | Swedish International Hard Court Championships 1950 Båstad, Svezia Singolare - Doppio |                                                 |                              |               |                     |
| 22 luglio | Torneo di Cheltenham 1950 Cheltenham, Gran Bretagna Singolare - Doppio                | Richard Guise 6-4 6-1                           | Arthur Gordon Roberts        |               |                     |
| 22 luglio | Torneo di Cheltenham 1950 Cheltenham, Gran Bretagna Singolare - Doppio                |                                                 |                              |               |                     |
| 22 luglio | Essex Championships 1950 Frinton, Gran Bretagna Singolare - Doppio                    | Bill Sidwell 6-4 4-6 6-2                        | Geoff Brown                  |               |                     |
| 22 luglio | Essex Championships 1950 Frinton, Gran Bretagna Singolare - Doppio                    |                                                 |                              |               |                     |
| 22 luglio | Torneo di Havant 1950 Havant, Gran Bretagna Singolare - Doppio                        | George Godsell 6-3 6-0                          | W.W. Thredfall               |               |                     |
| 22 luglio | Torneo di Havant 1950 Havant, Gran Bretagna Singolare - Doppio                        |                                                 |                              |               |                     |
| 22 luglio | Pennsylvania Lawn Tennis Championship 1950 Haverford, USA Singolare - Doppio          | Dick Savitt 3-6 9-11 6-2 6-1 6-2                | Eddie Moylan                 |               |                     |
| 22 luglio | Pennsylvania Lawn Tennis Championship 1950 Haverford, USA Singolare - Doppio          |                                                 |                              |               |                     |
| 22 luglio | Torneo di Hoylake & West Kirby 1950 Hoylake, Gran Bretagna Singolare - Doppio         | T.A. Cowdy 4-6 7-5 6-4                          | G.J. Chibbett                |               |                     |
| 22 luglio | Torneo di Hoylake & West Kirby 1950 Hoylake, Gran Bretagna Singolare - Doppio         |                                                 |                              |               |                     |
| 22 luglio | U.S. Men's Clay Court Championships 1950 Illinois, USA Singolare - Doppio             | Herbert Flam 6-1 6-2 6-2                        | Ted Schroeder                |               |                     |
| 22 luglio | U.S. Men's Clay Court Championships 1950 Illinois, USA Singolare - Doppio             | Herb Flam Arthur Larsen                         |                              |               |                     |
| 22 luglio | Welsh Championships 1950 Newport, Gran Bretagna Singolare - Doppio                    | Koon-Hong Ip Ignacy Tloczynski titolo condiviso |                              |               |                     |
| 22 luglio | Welsh Championships 1950 Newport, Gran Bretagna Singolare - Doppio                    |                                                 |                              |               |                     |
| 22 luglio | Torneo di Penzance 1950 Penzance, Gran Bretagna Singolare - Doppio                    | D.G. Wilson 6-2 6-2                             | J.D. Lyall                   |               |                     |
| 22 luglio | Torneo di Penzance 1950 Penzance, Gran Bretagna Singolare - Doppio                    |                                                 |                              |               |                     |
| 22 luglio | Torneo di Saltaire 1950 Saltaire, Gran Bretagna Singolare - Doppio                    | H.S. Heaton Harold R. Marsland titolo condiviso |                              |               |                     |
| 22 luglio | Torneo di Saltaire 1950 Saltaire, Gran Bretagna Singolare - Doppio                    |                                                 |                              |               |                     |
| 23 luglio | Austrian International Championships 1950 Vienna, Austria Singolare - Doppio          | Frederick Kovaleski 2-6 5-7 6-1 6-4 6-3         | Irvin Dorfman                |               |                     |
| 23 luglio | Austrian International Championships 1950 Vienna, Austria Singolare - Doppio          |                                                 |                              |               |                     |
| 29 luglio | Torneo di Fraserburgh 1950 Fraserburgh, Gran Bretagna Singolare - Doppio              | V.H. Garland 6-1 6-2                            | S.H. Allen                   |               |                     |
| 29 luglio | Torneo di Fraserburgh 1950 Fraserburgh, Gran Bretagna Singolare - Doppio              |                                                 |                              |               |                     |
| 29 luglio | Torneo di Tain 1950 Tain, Gran Bretagna Singolare - Doppio                            | H.G. MacIntosh 6-2 6-4                          | J.G. Powell                  |               |                     |
| 29 luglio | Torneo di Tain 1950 Tain, Gran Bretagna Singolare - Doppio                            |                                                 |                              |               |                     |
| 30 luglio | Danish International Championhips 1950 Copenaghen, Danimarca Singolare - Doppio       | Jaroslav Drobný                                 | Frederick Kovaleski          |               |                     |
| 30 luglio | Danish International Championhips 1950 Copenaghen, Danimarca Singolare - Doppio       |                                                 |                              |               |                     |
| 30 luglio | Southampton Invitation 1950 Southampton, USA Singolare - Doppio                       | Earl Cochell 9-7 6-3 4-6 6-2                    | Gardnar Mulloy               |               |                     |
| 30 luglio | Southampton Invitation 1950 Southampton, USA Singolare - Doppio                       |                                                 |                              |               |                     |

### Agosto
| Settimana | Torneo                                                                                   | Vincitore                                                | Finalista                         | Semifinalisti | Eliminati ai quarti |
| --------- | ---------------------------------------------------------------------------------------- | -------------------------------------------------------- | --------------------------------- | ------------- | ------------------- |
| agosto    | Canadian Championships 1950 Québec, Canada Singolare - Doppio                            | Brendan Macken 6-0 6-0 6-3                               | Henri Rochon                      |               |                     |
| agosto    | Canadian Championships 1950 Québec, Canada Singolare - Doppio                            | Robert Abdesselam Jean Ducos 6-3 6-3 6-3                 | George Robinson Henry Rochon      |               |                     |
| 5 agosto  | Torneo di Bedford 1950 Bedford, Gran Bretagna Singolare - Doppio                         | Ignacy Tloczynski 7-5 6-1 7-5                            | Anthony Starte                    |               |                     |
| 5 agosto  | Torneo di Bedford 1950 Bedford, Gran Bretagna Singolare - Doppio                         |                                                          |                                   |               |                     |
| 5 agosto  | Torneo di Bury & West Suffolk 1950 Bury - West Suffolk, Gran Bretagna Singolare - Doppio | David S. Anderton 2-6 7-5 6-3                            | Birger Andersson                  |               |                     |
| 5 agosto  | Torneo di Bury & West Suffolk 1950 Bury - West Suffolk, Gran Bretagna Singolare - Doppio |                                                          |                                   |               |                     |
| 5 agosto  | Ayrshire Championships 1950 Largs Bay, Gran Bretagna Singolare - Doppio                  | R.G. Harris 7-5 6-2 6-2                                  | R. Morton                         |               |                     |
| 5 agosto  | Ayrshire Championships 1950 Largs Bay, Gran Bretagna Singolare - Doppio                  |                                                          |                                   |               |                     |
| 5 agosto  | Northumberland Championships 1950 Newcastle, Gran Bretagna Singolare - Doppio            | Geoff Brown 6-0 6-4                                      | Donald William Butler             |               |                     |
| 5 agosto  | Northumberland Championships 1950 Newcastle, Gran Bretagna Singolare - Doppio            |                                                          |                                   |               |                     |
| 5 agosto  | Torneo di Tunbridge Wells 1950 Tunbridge Wells, Gran Bretagna Singolare - Doppio         | Bill Sidwell 6-4 6-4                                     | Gerald D. Oakley                  |               |                     |
| 5 agosto  | Torneo di Tunbridge Wells 1950 Tunbridge Wells, Gran Bretagna Singolare - Doppio         |                                                          |                                   |               |                     |
| 5 agosto  | Worthing Hard Court Championships 1950 Worthing, Gran Bretagna Singolare - Doppio        | Guy Pettigrew 6-1 6-3                                    | P.H. Partridge                    |               |                     |
| 5 agosto  | Worthing Hard Court Championships 1950 Worthing, Gran Bretagna Singolare - Doppio        |                                                          |                                   |               |                     |
| 5 agosto  | Slazenger Pro Championships 1950 Scarborough, Gran Bretagna Erba Singolare - Doppio      | Fred Perry 6-2 2-6 6-3 6-3                               | Salem Khaled                      |               |                     |
| 5 agosto  | Slazenger Pro Championships 1950 Scarborough, Gran Bretagna Erba Singolare - Doppio      | Fred Perry Frank Herbert David Wilde 7-5 6-3 4-6 5-7 7-5 | Johnny Faunce Mohamed Ali Mobarek |               |                     |
| 6 agosto  | Cologne International 1950 Colonia, Germania Singolare - Doppio                          | Jaroslav Drobný 6-4 6-4 7-5                              | Adrian Quist                      |               |                     |
| 6 agosto  | Cologne International 1950 Colonia, Germania Singolare - Doppio                          |                                                          |                                   |               |                     |
| 8 agosto  | Torneo di Moseley 1950 Moseley, Gran Bretagna Singolare - Doppio                         | Howard F. Walton 6-2 5-7 6-4                             | Peter E. Hare                     |               |                     |
| 8 agosto  | Torneo di Moseley 1950 Moseley, Gran Bretagna Singolare - Doppio                         |                                                          |                                   |               |                     |
| 8 agosto  | Kenya Championships 1950 Nairobi, Kenya Singolare - Doppio                               | R.J.E. Mayers 6-1 6-4 6-2                                | F.D.M. Flowerdew                  |               |                     |
| 8 agosto  | Kenya Championships 1950 Nairobi, Kenya Singolare - Doppio                               |                                                          |                                   |               |                     |
| 8 agosto  | Eastern Grass Court Championships 1950 South Orange, USA Singolare - Doppio              | Herbert Flam 6-3 6-3 6-3                                 | Vic Seixas                        |               |                     |
| 8 agosto  | Eastern Grass Court Championships 1950 South Orange, USA Singolare - Doppio              |                                                          |                                   |               |                     |
| 8 agosto  | Torneo di Wolverhampton 1950 Wolverhampton, Gran Bretagna Singolare - Doppio             | W.P.W. Anderson 6-3 2-6 6-2                              | George Godsell                    |               |                     |
| 8 agosto  | Torneo di Wolverhampton 1950 Wolverhampton, Gran Bretagna Singolare - Doppio             |                                                          |                                   |               |                     |
| 9 agosto  | Torneo di Ilkley 1950 Ilkley, Gran Bretagna Singolare - Doppio                           | Andre Kalman 5-7 7-5 7-5                                 | F.B. Webb                         |               |                     |
| 9 agosto  | Torneo di Ilkley 1950 Ilkley, Gran Bretagna Singolare - Doppio                           |                                                          |                                   |               |                     |
| 10 agosto | Torneo di Wellingborough 1950 Wellingborough, Gran Bretagna Singolare - Doppio           | D.A. Bosworth 6-2 6-1                                    | R.G. Pendered                     |               |                     |
| 10 agosto | Torneo di Wellingborough 1950 Wellingborough, Gran Bretagna Singolare - Doppio           |                                                          |                                   |               |                     |
| 12 agosto | Hampshire Championships 1950 Bournemouth, Gran Bretagna Singolare - Doppio               | Norman R. Lewis 6-2 6-2                                  | David S. Anderton                 |               |                     |
| 12 agosto | Hampshire Championships 1950 Bournemouth, Gran Bretagna Singolare - Doppio               |                                                          |                                   |               |                     |
| 12 agosto | Brisbane Exhibtion Tennis Tournament 1950 Brisbane, Australia Singolare - Doppio         | Brian Strohfeldt 7-5 4-6 6-4 6-1                         | James Gilchrist                   |               |                     |
| 12 agosto | Brisbane Exhibtion Tennis Tournament 1950 Brisbane, Australia Singolare - Doppio         |                                                          |                                   |               |                     |
| 12 agosto | Torneo di Hull 1950 Hull, Gran Bretagna Singolare - Doppio                               | Geoff Brown 7-5 6-0                                      | Brian W. Rooke                    |               |                     |
| 12 agosto | Torneo di Hull 1950 Hull, Gran Bretagna Singolare - Doppio                               |                                                          |                                   |               |                     |
| 12 agosto | Carmarthenshire Championships 1950 Llanelly, Gran Bretagna Singolare - Doppio            | Jacques Freling titolo condiviso                         | Ignacy Tloczynski                 |               |                     |
| 12 agosto | Carmarthenshire Championships 1950 Llanelly, Gran Bretagna Singolare - Doppio            |                                                          |                                   |               |                     |
| 12 agosto | South of Scottish Championships 1950 Moffat, Gran Bretagna Singolare - Doppio            | Ian M. Campbell 7-5 6-3                                  | A.R. MacWilliam                   |               |                     |
| 12 agosto | South of Scottish Championships 1950 Moffat, Gran Bretagna Singolare - Doppio            |                                                          |                                   |               |                     |
| 12 agosto | Torneo di Montrose 1950 Montrose, Gran Bretagna Singolare - Doppio                       | V.H. Garland 6-2 7-5                                     | L.D. Higgins                      |               |                     |
| 12 agosto | Torneo di Montrose 1950 Montrose, Gran Bretagna Singolare - Doppio                       |                                                          |                                   |               |                     |
| 12 agosto | Torneo di Nairn 1950 Nairn, Gran Bretagna Singolare - Doppio                             | D.C. Argyle 6-0 6-8 6-2                                  | D.B. Dempsey                      |               |                     |
| 12 agosto | Torneo di Nairn 1950 Nairn, Gran Bretagna Singolare - Doppio                             |                                                          |                                   |               |                     |
| 12 agosto | Torneo di North Berwick 1950 North Berwick, Gran Bretagna Singolare - Doppio             | Tadeusz Slawek 6-0 6-1                                   | J.S. Ross                         |               |                     |
| 12 agosto | Torneo di North Berwick 1950 North Berwick, Gran Bretagna Singolare - Doppio             |                                                          |                                   |               |                     |
| 12 agosto | Torneo di North Lonsdale 1950 North Lonsdale, Gran Bretagna Singolare - Doppio           | Gerry L. France 8-6 4-6 6-2                              | AJ Smith                          |               |                     |
| 12 agosto | Torneo di North Lonsdale 1950 North Lonsdale, Gran Bretagna Singolare - Doppio           |                                                          |                                   |               |                     |
| 12 agosto | Berkshire Championships 1950 Peppard, Gran Bretagna Singolare - Doppio                   | H.A. Clark 3-6 6-4 6-2                                   | F Richardson                      |               |                     |
| 12 agosto | Berkshire Championships 1950 Peppard, Gran Bretagna Singolare - Doppio                   |                                                          |                                   |               |                     |
| 12 agosto | Suffolk Championships 1950 Saxmundham, Gran Bretagna Singolare - Doppio                  | V. Schmidt 4-6 6-4 6-2                                   | Birger Andersson                  |               |                     |
| 12 agosto | Suffolk Championships 1950 Saxmundham, Gran Bretagna Singolare - Doppio                  |                                                          |                                   |               |                     |
| 13 agosto | German Championships 1950 Amburgo, Germania Singolare - Doppio                           | Jaroslav Drobný 6-3 6-4 6-4                              | Gottfried von Cramm               |               |                     |
| 13 agosto | German Championships 1950 Amburgo, Germania Singolare - Doppio                           |                                                          |                                   |               |                     |
| 13 agosto | South Queensland Championships 1950 Ipswich, Australia Singolare - Doppio                | Jack Arkinstall 8-6 6-2                                  | Brian Strohfeldt                  |               |                     |
| 13 agosto | South Queensland Championships 1950 Ipswich, Australia Singolare - Doppio                |                                                          |                                   |               |                     |
| 16 agosto | Newport Casino Trophy 1950 Newport, USA Singolare - Doppio                               | Ted Schroeder 6-3 7-5 6-4                                | Arthur Larsen                     |               |                     |
| 16 agosto | Newport Casino Trophy 1950 Newport, USA Singolare - Doppio                               |                                                          |                                   |               |                     |
| 19 agosto | Torneo di Alverstoke 1950 Alverstoke, Gran Bretagna Singolare - Doppio                   | David S. Anderton 7-5 6-4                                | G.M. McColl                       |               |                     |
| 19 agosto | Torneo di Alverstoke 1950 Alverstoke, Gran Bretagna Singolare - Doppio                   |                                                          |                                   |               |                     |
| 19 agosto | Torneo di Bude 1950 Bude, Gran Bretagna Singolare - Doppio                               | Jacques Freling 6-0 6-2 4-6 7-5                          | Kamel Moubarek                    |               |                     |
| 19 agosto | Torneo di Bude 1950 Bude, Gran Bretagna Singolare - Doppio                               |                                                          |                                   |               |                     |
| 19 agosto | Torneo di Burnham-on-Sea 1950 Burnham-on-Sea, Gran Bretagna Singolare - Doppio           | A.J. Boyall 7-5 2-6 8-6                                  | O.D. Beresford                    |               |                     |
| 19 agosto | Torneo di Burnham-on-Sea 1950 Burnham-on-Sea, Gran Bretagna Singolare - Doppio           |                                                          |                                   |               |                     |
| 19 agosto | Derbyshire Championships 1950 Buxton, Gran Bretagna Singolare - Doppio                   | Geoff Brown 6-0 6-1                                      | Brian W. Rooke                    |               |                     |
| 19 agosto | Derbyshire Championships 1950 Buxton, Gran Bretagna Singolare - Doppio                   |                                                          |                                   |               |                     |
| 19 agosto | Torneo di Cranleigh 1950 Cranleigh, Gran Bretagna Singolare - Doppio                     | Czeslaw Spychala 6-2 6-3                                 | Harry Guy Nugent Cooper           |               |                     |
| 19 agosto | Torneo di Cranleigh 1950 Cranleigh, Gran Bretagna Singolare - Doppio                     |                                                          |                                   |               |                     |
| 19 agosto | Norfolk Championships 1950 Cromer, Gran Bretagna Singolare - Doppio                      | George Godsell 2-6 6-1 6-3                               | Gordon Fitt                       |               |                     |
| 19 agosto | Norfolk Championships 1950 Cromer, Gran Bretagna Singolare - Doppio                      |                                                          |                                   |               |                     |
| 19 agosto | North of Scottish Championships 1950 Elgin, Gran Bretagna Singolare - Doppio             | D.C. Argyle 6-3 6-1                                      | D.B. Dempsey                      |               |                     |
| 19 agosto | North of Scottish Championships 1950 Elgin, Gran Bretagna Singolare - Doppio             |                                                          |                                   |               |                     |
| 19 agosto | Torneo di Falmouth 1950 Falmouth, Gran Bretagna Singolare - Doppio                       | R.C. Bamber 6-1 4-6 6-4                                  | M.H. Baker                        |               |                     |
| 19 agosto | Torneo di Falmouth 1950 Falmouth, Gran Bretagna Singolare - Doppio                       |                                                          |                                   |               |                     |
| 19 agosto | Scottish Hard Court Championships 1950 St Andrews, Gran Bretagna Singolare - Doppio      | Ignacy Tloczynski 6-0 8-6                                | Donald William Butler             |               |                     |
| 19 agosto | Scottish Hard Court Championships 1950 St Andrews, Gran Bretagna Singolare - Doppio      |                                                          |                                   |               |                     |
| 19 agosto | Torneo di Torquay 1950 Torquay, Gran Bretagna Singolare - Doppio                         | Gerald D. Oakley 6-4 6-4                                 | Arthur Gordon Roberts             |               |                     |
| 19 agosto | Torneo di Torquay 1950 Torquay, Gran Bretagna Singolare - Doppio                         |                                                          |                                   |               |                     |
| 19 agosto | Wiltshire Championships 1950 Trowbridge, Gran Bretagna Singolare - Doppio                | A.G. Williams 6-0 4-6 6-4                                | EMG Earl                          |               |                     |
| 19 agosto | Wiltshire Championships 1950 Trowbridge, Gran Bretagna Singolare - Doppio                |                                                          |                                   |               |                     |
| 19 agosto | Torneo di West Worthing 1950 West Worthing, Gran Bretagna Singolare - Doppio             | Guy Pettigrew 4-6 6-1 6-2                                | G.I. Bayley                       |               |                     |
| 19 agosto | Torneo di West Worthing 1950 West Worthing, Gran Bretagna Singolare - Doppio             |                                                          |                                   |               |                     |
| 19 agosto | British Pro Championships 1950 Eastbourne, Gran Bretagna Singolare - Doppio              | Dan Maskell 6-4 6-3 6-3                                  | Bill Moss                         |               |                     |
| 19 agosto | British Pro Championships 1950 Eastbourne, Gran Bretagna Singolare - Doppio              | Derek Bocquet Basil RLawrence 7-5 6-2 11-9               | E.C. Asling F.H. Poulson          |               |                     |
| 20 agosto | Torneo di Gympie 1950 Gympie, Australia Singolare - Doppio                               | Jack Arkinstall 7-5 6-0                                  | Ian Ayre                          |               |                     |
| 20 agosto | Torneo di Gympie 1950 Gympie, Australia Singolare - Doppio                               |                                                          |                                   |               |                     |
| 22 agosto | Yugoslavia International Championships 1950 Abbazia, Jugoslavia Singolare - Doppio       | Irvin Dorfman 1-6 6-1 6-2 6-4                            | Frederick Kovaleski               |               |                     |
| 22 agosto | Yugoslavia International Championships 1950 Abbazia, Jugoslavia Singolare - Doppio       |                                                          |                                   |               |                     |
| 26 agosto | West Sussex Championships 1950 Bognor Regis, Gran Bretagna Singolare - Doppio            | Guy Pettigrew 6-2 0-6 6-2                                | G.I. Bayley                       |               |                     |
| 26 agosto | West Sussex Championships 1950 Bognor Regis, Gran Bretagna Singolare - Doppio            |                                                          |                                   |               |                     |
| 26 agosto | Torneo di Grantown-on-Spey 1950 Grantown-on-Spey, Gran Bretagna Singolare - Doppio       | D.Craigie Pringle 2-6 6-2 6-3                            | A.P. Noble                        |               |                     |
| 26 agosto | Torneo di Grantown-on-Spey 1950 Grantown-on-Spey, Gran Bretagna Singolare - Doppio       |                                                          |                                   |               |                     |
| 26 agosto | Torneo di New Malden 1950 New Malden, Gran Bretagna Singolare - Doppio                   | Howard F. Walton 6-4 6-4                                 | Czeslaw Spychala                  |               |                     |
| 26 agosto | Torneo di New Malden 1950 New Malden, Gran Bretagna Singolare - Doppio                   |                                                          |                                   |               |                     |
| 26 agosto | North of England Championships 1950 Scarborough, Gran Bretagna Singolare - Doppio        | Bill Sidwell 2-6 6-4 6-1 6-2                             | Geoff Brown                       |               |                     |
| 26 agosto | North of England Championships 1950 Scarborough, Gran Bretagna Singolare - Doppio        |                                                          |                                   |               |                     |
| 26 agosto | Torneo di St Ives 1950 St Ives, Gran Bretagna Singolare - Doppio                         | R.B. Jones 4-6 6-4 6-3                                   | Eric Bulmer                       |               |                     |
| 26 agosto | Torneo di St Ives 1950 St Ives, Gran Bretagna Singolare - Doppio                         |                                                          |                                   |               |                     |
| 26 agosto | Torneo di Stonehaven 1950 Stonehaven, Gran Bretagna Singolare - Doppio                   | V.H. Garland 8-6 6-1                                     | J.B. Leslie                       |               |                     |
| 26 agosto | Torneo di Stonehaven 1950 Stonehaven, Gran Bretagna Singolare - Doppio                   |                                                          |                                   |               |                     |
| 26 agosto | Torneo di Winchester 1950 Winchester, Gran Bretagna Singolare - Doppio                   | S.O. Forselius 7-5 3-6 6-2                               | G.M. McColl                       |               |                     |
| 26 agosto | Torneo di Winchester 1950 Winchester, Gran Bretagna Singolare - Doppio                   |                                                          |                                   |               |                     |
| 27 agosto | South West Queensland Championships 1950 St George, Australia Singolare - Doppio         | Brian Strohfeldt 6-3 1-6 6-2                             | Jack Arkinstall                   |               |                     |
| 27 agosto | South West Queensland Championships 1950 St George, Australia Singolare - Doppio         |                                                          |                                   |               |                     |
| 27 agosto | Swedish International Hard Court Championships 1950 Stoccolma, Svezia Singolare - Doppio | Lennart Bergelin 6-1 6-2 6-0                             | Bertil Blomquist                  |               |                     |
| 27 agosto | Swedish International Hard Court Championships 1950 Stoccolma, Svezia Singolare - Doppio |                                                          |                                   |               |                     |

### Settembre
| Settimana    | Torneo                                                                                       | Vincitore                                      | Finalista                    | Semifinalisti               | Eliminati ai quarti                                               |
| ------------ | -------------------------------------------------------------------------------------------- | ---------------------------------------------- | ---------------------------- | --------------------------- | ----------------------------------------------------------------- |
| 2 settembre  | Torneo di Hunstanton 1950 Hunstanton, Gran Bretagna Singolare - Doppio                       | Eric Filby 6-3 6-1                             | W.F. Page                    |                             |                                                                   |
| 2 settembre  | Torneo di Hunstanton 1950 Hunstanton, Gran Bretagna Singolare - Doppio                       |                                                |                              |                             |                                                                   |
| 2 settembre  | Torneo di Southdean 1950 Southdean, Gran Bretagna Singolare - Doppio                         | Arthur Gordon Roberts 6-2 6-3                  | W.T. Anderson                |                             |                                                                   |
| 2 settembre  | Torneo di Southdean 1950 Southdean, Gran Bretagna Singolare - Doppio                         |                                                |                              |                             |                                                                   |
| 2 settembre  | Sydney Metropolitan Hard Court Championships 1950 Sydney, Australia Singolare - Doppio       | James Gilchrist 6-3 5-7 6-1                    | Ken Rosewall                 |                             |                                                                   |
| 2 settembre  | Sydney Metropolitan Hard Court Championships 1950 Sydney, Australia Singolare - Doppio       |                                                |                              |                             |                                                                   |
| 2 settembre  | Torneo di Budleigh Salterton 1950 Budleigh Salterton, Gran Bretagna Singolare - Doppio       | Jeffrey Michelmore 6-4 7-9 6-2                 | Douglas Scharenguivel        |                             |                                                                   |
| 2 settembre  | Torneo di Budleigh Salterton 1950 Budleigh Salterton, Gran Bretagna Singolare - Doppio       |                                                |                              |                             |                                                                   |
| 2 settembre  | Torneo di Carlisle 1950 Carlisle, Gran Bretagna Singolare - Doppio                           | Ignacy Tloczynski 7-5 6-2                      | Joseph Hackett               |                             |                                                                   |
| 2 settembre  | Torneo di Carlisle 1950 Carlisle, Gran Bretagna Singolare - Doppio                           |                                                |                              |                             |                                                                   |
| 2 settembre  | Cinque Ports Championships 1950 Folkestone, Gran Bretagna Singolare - Doppio                 | Rex H. Hack 6-3 6-4                            | M.H.D. McAlpine              |                             |                                                                   |
| 2 settembre  | Cinque Ports Championships 1950 Folkestone, Gran Bretagna Singolare - Doppio                 |                                                |                              |                             |                                                                   |
| 2 settembre  | Torneo di Heaton Bradford 1950 Heaton Bradford, Gran Bretagna Singolare - Doppio             | Johannes van Dalsum 9-7 3-6 11-9               | Alfred Dehnert               |                             |                                                                   |
| 2 settembre  | Torneo di Heaton Bradford 1950 Heaton Bradford, Gran Bretagna Singolare - Doppio             |                                                |                              |                             |                                                                   |
| 4 settembre  | Istanbul International Championships 1950 Istanbul, Turchia Singolare - Doppio               | Gianni Cucelli 7-5 6-2 2-6 1-2 ritiro          | Frederick Kovaleski          |                             |                                                                   |
| 4 settembre  | Istanbul International Championships 1950 Istanbul, Turchia Singolare - Doppio               |                                                |                              |                             |                                                                   |
| 8 settembre  | U.S. National Championships 1950 New York, USA Singolare - Doppio                            | Herbert Flam 6-3 4-6 5-7 6-4 6-3               | Arthur Larsen                |                             |                                                                   |
| 8 settembre  | U.S. National Championships 1950 New York, USA Singolare - Doppio                            | John Bromwich Frank Sedgman 7-5, 8-6, 3-6, 6-1 | Bill Talbert Gardnar Mulloy  |                             |                                                                   |
| 9 settembre  | Torneo di Lee-on-Solent 1950 Lee-on-Solent, Gran Bretagna Singolare - Doppio                 | Henry Billington 6-3 4-6 6-4                   | George Godsell               |                             |                                                                   |
| 9 settembre  | Torneo di Lee-on-Solent 1950 Lee-on-Solent, Gran Bretagna Singolare - Doppio                 |                                                |                              |                             |                                                                   |
| 9 settembre  | Highland Championships 1950 Pitlochry, Gran Bretagna Singolare - Doppio                      | Tadeusz Slawek 6-1 6-1                         | Lord A. Mexborough           |                             |                                                                   |
| 9 settembre  | Highland Championships 1950 Pitlochry, Gran Bretagna Singolare - Doppio                      |                                                |                              |                             |                                                                   |
| 10 settembre | Southern Transvaal Championships 1950 Johannesburg, Sudafrica Singolare - Doppio             | Eric Sturgess 6-2 6-2 6-2                      | Leon Norgarb                 |                             |                                                                   |
| 10 settembre | Southern Transvaal Championships 1950 Johannesburg, Sudafrica Singolare - Doppio             |                                                |                              |                             |                                                                   |
| 11 settembre | Canadian Pro Championships 1950 Québec, Canada Cemento Singolare - Doppio                    | Frank Kovacs 7-5 6-3 6-8 9-7                   | Welby van Horn               | Jack March Robert Stubbs Jr | Ed Copeland Charles Swanson                                       |
| 11 settembre | Canadian Pro Championships 1950 Québec, Canada Cemento Singolare - Doppio                    | Frank Kovacs Welby van Horn 6-2 6-2 6-2        | Robert Stubbs Jr Ed Copeland | Jack March Robert Stubbs Jr | Ed Copeland Charles Swanson                                       |
| 12 settembre | New South Wales Hard Court Championships 1950 Dubbo, Australia Singolare - Doppio            | James Gilchrist 3-6 6-4 6-2                    | Max Anderson                 |                             |                                                                   |
| 12 settembre | New South Wales Hard Court Championships 1950 Dubbo, Australia Singolare - Doppio            |                                                |                              |                             |                                                                   |
| 17 settembre | Eastern Mediterranean Championships 1950 Atene, Grecia Singolare - Doppio                    | Frederick Kovaleski 3-6 6-2 6-2                | Gianni Cucelli               |                             |                                                                   |
| 17 settembre | Eastern Mediterranean Championships 1950 Atene, Grecia Singolare - Doppio                    |                                                |                              |                             |                                                                   |
| 17 settembre | Pacific Southwest Championships 1950 Los Angeles, USA Singolare - Doppio                     | Frank Sedgman 9-7 6-3 6-2                      | Ted Schroeder                |                             |                                                                   |
| 17 settembre | Pacific Southwest Championships 1950 Los Angeles, USA Singolare - Doppio                     |                                                |                              |                             |                                                                   |
| 19 settembre | South of England Championships 1950 Eastbourne, Gran Bretagna Singolare - Doppio             | Ivo Rinkel 5-7 7-5 6-4                         | Geoffrey Paish               |                             |                                                                   |
| 19 settembre | South of England Championships 1950 Eastbourne, Gran Bretagna Singolare - Doppio             |                                                |                              |                             |                                                                   |
| 23 settembre | Henley Hard Courts Autumn Meeting 1950 Phillis Court, Gran Bretagna Singolare - Doppio       | George Godsell 6-2 12-10                       | Lord Ronaldshay              |                             |                                                                   |
| 23 settembre | Henley Hard Courts Autumn Meeting 1950 Phillis Court, Gran Bretagna Singolare - Doppio       |                                                |                              |                             |                                                                   |
| 24 settembre | Torneo di Baden-Baden 1950 Baden Baden, Germania Singolare - Doppio                          | Jaroslav Drobný 6-1 6-1                        | Heraldo Weiss                |                             |                                                                   |
| 24 settembre | Torneo di Baden-Baden 1950 Baden Baden, Germania Singolare - Doppio                          |                                                |                              |                             |                                                                   |
| 25 settembre | Cirencester Autumn Meeting 1950 Cirencester, Gran Bretagna Singolare - Doppio                | W.T. Anderson George Godsell titolo condiviso  |                              |                             |                                                                   |
| 25 settembre | Cirencester Autumn Meeting 1950 Cirencester, Gran Bretagna Singolare - Doppio                |                                                |                              |                             |                                                                   |
| 25 settembre | Pacific Coast Championships 1950 San Francisco, USA Singolare - Doppio                       | Arthur Larsen 4-6 6-3 6-3 6-2                  | Herbert Flam                 |                             |                                                                   |
| 25 settembre | Pacific Coast Championships 1950 San Francisco, USA Singolare - Doppio                       | Non disputato                                  |                              |                             |                                                                   |
| 25 settembre | US Hard Court Championships 1950 San Francisco, USA Singolare - Doppio                       | Arthur Larsen 4-6 6-3 6-3 6-2                  | Herbert Flam                 |                             |                                                                   |
| 25 settembre | US Hard Court Championships 1950 San Francisco, USA Singolare - Doppio                       |                                                |                              |                             |                                                                   |
| 29 settembre | USPLTA Fall Championships 1950 Jackson Heights, USA Singolare - Doppio                       | Joe Fishbach 4-6 7-5 8-6                       | Al Doyle                     |                             |                                                                   |
| 29 settembre | USPLTA Fall Championships 1950 Jackson Heights, USA Singolare - Doppio                       | George Seewagen Ed McGrath 6-1 6-1             | Pierre Pellizza Ed Copeland  |                             |                                                                   |
| 30 settembre | London Pro Indoor Championships 1950 Londra, Gran Bretagna Parquet indoor Singolare - Doppio | Pancho Gonzales 6-3 6-3 6-2                    | Welby van Horn               | Don Budge Bobby Riggs       | Kalle Schröder Frank Herbert David Wilde Hans Nüsslein Jan de Mos |
| 30 settembre | London Pro Indoor Championships 1950 Londra, Gran Bretagna Parquet indoor Singolare - Doppio | Don Budge Pancho Gonzales 8-6 9-7 4-6 6-4      | Welby van Horn Bobby Riggs   | Don Budge Bobby Riggs       | Kalle Schröder Frank Herbert David Wilde Hans Nüsslein Jan de Mos |

### Ottobre
| Settimana  | Torneo                                                                                      | Vincitore                           | Finalista        | Semifinalisti | Eliminati ai quarti |
| ---------- | ------------------------------------------------------------------------------------------- | ----------------------------------- | ---------------- | ------------- | ------------------- |
| ottobre    | OFS Championships 1950 Bloemfontein, Sudafrica Singolare - Doppio                           | Eric Sturgess 6-0 6-1 10-8          | du Toit          |               |                     |
| ottobre    | OFS Championships 1950 Bloemfontein, Sudafrica Singolare - Doppio                           |                                     |                  |               |                     |
| 1º ottobre | Coupe Porée 1950 Parigi, Francia Singolare - Doppio                                         | Jaroslav Drobný 1-6 6-0 4-6 6-3 6-3 | Geoff Brown      |               |                     |
| 1º ottobre | Coupe Porée 1950 Parigi, Francia Singolare - Doppio                                         |                                     |                  |               |                     |
| 2 ottobre  | ACT Championships 1950 Canberra, Australia Singolare - Doppio                               | W. Wallace 6-2 4-6 8-6              | Roy Felan        |               |                     |
| 2 ottobre  | ACT Championships 1950 Canberra, Australia Singolare - Doppio                               |                                     |                  |               |                     |
| 7 ottobre  | Cromer Covered Court Autumn Meeting 1950 Cromer, Gran Bretagna Singolare - Doppio           | George Godsell 6-3 6-1              | Eric Filby       |               |                     |
| 7 ottobre  | Cromer Covered Court Autumn Meeting 1950 Cromer, Gran Bretagna Singolare - Doppio           |                                     |                  |               |                     |
| 8 ottobre  | Pan American International Championships 1950 Città del Messico, Messico Singolare - Doppio | Felicisimo Ampon 6-3 6-8 6-4 6-3    | Tom Brown        |               |                     |
| 8 ottobre  | Pan American International Championships 1950 Città del Messico, Messico Singolare - Doppio |                                     |                  |               |                     |
| 14 ottobre | British Covered Court Championships 1950 Londra, Gran Bretagna Singolare - Doppio           | Jaroslav Drobný 6-3 6-2 6-0         | Geoffrey Paish   |               |                     |
| 14 ottobre | British Covered Court Championships 1950 Londra, Gran Bretagna Singolare - Doppio           |                                     |                  |               |                     |
| 14 ottobre | Sydney Metropolitan Grass Court Championships 1950 Sydney, Australia Singolare - Doppio     | George Worthington 6-2 7-9 6-4      | Kenneth McGregor |               |                     |
| 14 ottobre | Sydney Metropolitan Grass Court Championships 1950 Sydney, Australia Singolare - Doppio     |                                     |                  |               |                     |
| 21 ottobre | Torneo di Henley-on-Thames 1950 Henley-on-Thames, Gran Bretagna Singolare - Doppio          | Dennis Coombe 7-5 6-2               | Roy Mansell      |               |                     |
| 21 ottobre | Torneo di Henley-on-Thames 1950 Henley-on-Thames, Gran Bretagna Singolare - Doppio          |                                     |                  |               |                     |

### Novembre
| Settimana   | Torneo                                                                                  | Vincitore                                           | Finalista                  | Semifinalisti             | Eliminati ai quarti                                      |
| ----------- | --------------------------------------------------------------------------------------- | --------------------------------------------------- | -------------------------- | ------------------------- | -------------------------------------------------------- |
| 5 novembre  | Queensland Championships 1950 Brisbane, Australia Singolare - Doppio                    | Frank Sedgman 6-2 6-4 6-2                           | Arthur Larsen              |                           |                                                          |
| 5 novembre  | Queensland Championships 1950 Brisbane, Australia Singolare - Doppio                    |                                                     |                            |                           |                                                          |
| 6 novembre  | Swiss Covered Court Championships 1950 Ginevra, Svizzera Singolare - Doppio             | Jaroslav Drobný 6-0 6-1 6-3                         | Heraldo Weiss              |                           |                                                          |
| 6 novembre  | Swiss Covered Court Championships 1950 Ginevra, Svizzera Singolare - Doppio             |                                                     |                            |                           |                                                          |
| 7 novembre  | Welsh Covered Court Championships 1950 Llandudno, Gran Bretagna Singolare - Doppio      | Ignacy Tloczynski 2-6 6-0 6-2 6-4                   | Henry Billington           |                           |                                                          |
| 7 novembre  | Welsh Covered Court Championships 1950 Llandudno, Gran Bretagna Singolare - Doppio      |                                                     |                            |                           |                                                          |
| 11 novembre | Palace Hotel Covered Court Championships 1950 Torquay, Gran Bretagna Singolare - Doppio | Ignacy Tloczynski 6-4 2-6 6-4                       | George Godsell             |                           |                                                          |
| 11 novembre | Palace Hotel Covered Court Championships 1950 Torquay, Gran Bretagna Singolare - Doppio |                                                     |                            |                           |                                                          |
| 19 novembre | Perth Spring Tournament 1950 Perth, Australia Singolare - Doppio                        | Clive Wilderspin 6-4 6-1 6-1                        | Dawson C. Hamilton         |                           |                                                          |
| 19 novembre | Perth Spring Tournament 1950 Perth, Australia Singolare - Doppio                        |                                                     |                            |                           |                                                          |
| 20 novembre | South American Championships 1950 Buenos Aires, Argentina Singolare - Doppio            | Enrique Morea 4-6 3-6 6-2 6-1 6-2                   | Ricardo Balbiers           |                           |                                                          |
| 20 novembre | South American Championships 1950 Buenos Aires, Argentina Singolare - Doppio            |                                                     |                            |                           |                                                          |
| 25 novembre | New South Wales Championships 1950 Sydney, Australia Singolare - Doppio                 | Arthur Larsen 3-6, 6-4, 6-3, 6-2                    | Frank Sedgman              | Ken McGregor Bill Sidwell | Dick Savitt Colin Foster Long Adrian Quist John Bromwich |
| 25 novembre | New South Wales Championships 1950 Sydney, Australia Singolare - Doppio                 | John Bromwich Adrian Quist 6-4, 6-2, 6-8, 3-6, 5-5? | Frank Sedgman Ken McGregor | Ken McGregor Bill Sidwell | Dick Savitt Colin Foster Long Adrian Quist John Bromwich |
| 26 novembre | Cairo Championships 1950 Il Cairo, Egitto Singolare - Doppio                            | Jaroslav Drobný 4 sets                              | Eric Sturgess              |                           |                                                          |
| 26 novembre | Cairo Championships 1950 Il Cairo, Egitto Singolare - Doppio                            |                                                     |                            |                           |                                                          |
| 27 novembre | Swedish Covered Court Championships 1950 Stoccolma, Svezia Singolare - Doppio           | Sven Davidson 6-4 6-4                               | Herbert Flam               |                           |                                                          |
| 27 novembre | Swedish Covered Court Championships 1950 Stoccolma, Svezia Singolare - Doppio           |                                                     |                            |                           |                                                          |

### Dicembre
| Settimana   | Torneo                                                                    | Vincitore                       | Finalista           | Semifinalisti | Eliminati ai quarti |
| ----------- | ------------------------------------------------------------------------- | ------------------------------- | ------------------- | ------------- | ------------------- |
| 10 dicembre | Asian Championships Lahore 1950 Lahore, Pakistan Singolare - Doppio       | Jaroslav Drobný 6-4 4-6 6-4 6-3 | Frederick Kovaleski |               |                     |
| 10 dicembre | Asian Championships Lahore 1950 Lahore, Pakistan Singolare - Doppio       |                                 |                     |               |                     |
| 11 dicembre | Victorian Championships 1950 Melbourne, Australia Singolare - Doppio      | Frank Sedgman 5-7 6-3 7-5 6-3   | Arthur Larsen       |               |                     |
| 11 dicembre | Victorian Championships 1950 Melbourne, Australia Singolare - Doppio      |                                 |                     |               |                     |
| 29 dicembre | Royal South Yarra Tournament 1950 Melbourne, Australia Singolare - Doppio | John Bromwich 7-5 6-1           | Colin Long          |               |                     |
| 29 dicembre | Royal South Yarra Tournament 1950 Melbourne, Australia Singolare - Doppio |                                 |                     |               |                     |
| 31 dicembre | Sugar Bowl Invitation 1950 New Orleans, USA Singolare - Doppio            | Ham Richardson 3-6 7-5 10-8 7-5 | Ricardo Balbiers    |               |                     |
| 31 dicembre | Sugar Bowl Invitation 1950 New Orleans, USA Singolare - Doppio            |                                 |                     |               |                     |

### Senza data
| Settimana    | Torneo                                                      | Vincitore    | Finalista                 | Semifinalisti | Eliminati ai quarti |
| ------------ | ----------------------------------------------------------- | ------------ | ------------------------- | ------------- | ------------------- |
| Senza data   | German Pro Championships 1950 , Germania Singolare - Doppio | R. Probst    | non conosciuta (bandiera) |               |                     |
| Senza data   | German Pro Championships 1950 , Germania Singolare - Doppio |              |                           |               |                     |
|              | Swiss Pro Championships 1950 , Svizzera Singolare - Doppio  | Hans Huonder | non conosciuta (bandiera) |               |                     |
| Hans Huonder | Swiss Pro Championships 1950 , Svizzera Singolare - Doppio  |              |                           |               |                     |

## Pro tour
Nel corso dell'anno si giocarono diversi tornei che facevano parte dei pro tour: un insieme di tornei composti da pochi partecipanti: da 2, 4 o 6 giocatori in cui i migliori tennisti si sfidavano in scontri diretti in varie località. Il vincitore del tour era il tennista che aveva un vantaggio nei testa a testa con gli altri giocatori.
| Data                             | Località             | Nome del tour             | Partecipanti                                       |
| -------------------------------- | -------------------- | ------------------------- | -------------------------------------------------- |
| 25 ottobre 1949 - 21 maggio 1950 | Stati Uniti e Canada | World Pro Tour 1949-1950  | 1) Jack Kramer 96–27 2) Pancho Gonzales 27–96      |
| dicembre                         | Nuova Zelanda        | New Zealand Pro Tour 1950 | Pancho Gonzales Don Budge Dinny Pails Frank Parker |